# Danish West India and Guinea Company Warehouse
Das Danish West India and Guinea Company Warehouse ist ein denkmalgeschütztes Gebäude in Christiansted auf Saint Croix (Amerikanische Jungferninseln). Es gehört zur Christiansted National Historic Site.
Das Gebäude wurde um 1750 durch die Dänische Westindien-Kompanie errichtet. Saint Croix war zu dieser Zeit und bis in das 19. Jahrhundert hinein sehr produktiv und die wohlhabendste Insel von Dänisch-Westindien. Das Danish West India and Guinea Company Warehouse bildete im 18. Jahrhundert das Geschäftszentrum dieses Kolonialreiches. Im 19. Jahrhundert diente das Gebäude der Panama Telegraph and Cable Company, dem United States Postal Service sowie als Zollhaus. Das Danish West India and Guinea Company Warehouse durchlief 1838 und 1939 Umbaumaßnahmen, welche jedoch die Fassade nicht betrafen, so dass diese im Original erhalten ist. Mit fünf weiteren Gebäuden wurde es im Jahr 1952 zur Christiansted National Historic Site zusammengefasst. Am 9. Oktober 1974 wurde das Danish West India and Guinea Company Warehouse als Baudenkmal in das National Register of Historic Places der Vereinigten Staaten aufgenommen.